# Jacob Davich
Jacob Daniel Davich (Los Ángeles, California; 28 de agosto de 1990) más conocido como Jacob Davich, es un actor y cantante estadounidense, reconocido por interpretar a Linus / Minus en la película de aventura y fantasía Las aventuras de Sharkboy y Lavagirl.

## Carrera
Inicio de su carrera en el año 2002 participó como varios personajes pero sin acreditar en la miniserie ciencia ficción Taken. En 2004, interpretando como Howard Hughes de niño en la película biográfico y dramática El aviador.
Al año siguiente, en 2005, dando vida al personaje de Linus / Minus en la película de aventura y fantasía Las aventuras de Sharkboy y Lavagirl. En 2007, interpretado como hermano de Nedderman de la película de comedia Mr. Woodcock.
Desde 2009, ha participado en las series de televisión como Sin rastro y The Unit. Al año siguiente, en 2010, interpretó como Jacob en la película de comedia The Virginity Hit.
Desde 2012 hasta 2018, regreso participa en las series de televisión como Whitney, Shameless y All Night.

## Filmografía
| Año  | Título                               | Personaje            | Notas                                                     |
| ---- | ------------------------------------ | -------------------- | --------------------------------------------------------- |
| 2002 | Taken                                | Varios personajes    | Sin acreditar, episodios: «Acid Tests» & «God's Equation» |
| 2004 | El aviador                           | Howard Hughes (niño) | Películas                                                 |
| 2005 | Las aventuras de Sharkboy y Lavagirl | Linus / Minus        | Películas                                                 |
| 2007 | Mr. Woodcock                         | Hermano de Nedderman | Películas                                                 |
| 2009 | Sin rastro                           | Adolescente          | Episodio: «Believe Me»                                    |
| 2009 | The Unit                             | Josh Turner          | Episodio: «Hill 60»                                       |
| 2010 | The Virginity Hit                    | Jacob                | Película                                                  |
| 2012 | Whitney                              | Chico #2             | Episodio: «Faking It»                                     |
| 2012 | Shameless                            | Patty                | Episodio: «Fiona Interrupetd»                             |
| 2018 | All Night                            | Chico                | Episodio: «Skin or Swim»                                  |